# Bendisodes aeolia
Bendisodes aeolia är en fjärilsart som beskrevs av Druce 1890. Bendisodes aeolia ingår i släktet Bendisodes och familjen nattflyn. Inga underarter finns listade i Catalogue of Life.